# Ademir da Silva Santos Júnior
Ademir da Silva Santos Junior, mais conhecido como Ademir (São Paulo, 16 de fevereiro de 1995) é um futebolista brasileiro que atua como atacante. Atualmente joga pelo Bahia.

## Carreira

### Patrocinense
Nascido em São Paulo, Ademir se mudou para cidade de Patrocínio em Minas Gerais logo aos 2 anos de idade. Após passagens por alguns clubes foi no clube da sua cidade que ganhou a maior oportunidade como jogador, no Clube Atlético Patrocinense Ademir foi alçado como profissional sendo Campeão do Campeonato Mineiro de Futebol – Módulo II em 2017.

### América Mineiro
Após subir de divisão com o Patrocinense e considerado destaque no Campeonato Mineiro da primeira divisão, Ademir foi contratado pelo América Futebol Clube em 2018.
Na temporada de 2020, Ademir fez 14 gols em 50 partidas pelo América. Foi vice campeão do Campeonato Brasileiro da Série B, sendo o artilheiro do time e chegou às semifinais da Copa do Brasil, na melhor campanha da história do América na competição até então. Além de ter sido eleito como melhor atacante do Campeonato Mineiro. 
Em 2021, chegou à final do Campeonato Mineiro 2021, saindo com a medalha de prata sendo vice campeão. Foi protagonista do América na Série A marcando 13 gols, dando 3 assistências e sendo o jogador com mais participações diretas em gols do time.  O que o levou a seleção do Troféu Guará de 2021, dado aos melhores jogadores de equipes mineiras em toda a temporada nacional. Ademir junto ao colega de América, Eduardo Bauermann, foram os únicos intrusos na seleção composta por maioria de jogadores do Atlético, que havia sido campeão de quase tudo no ano.  
Em sua despedida, Ademir marcou 2 gols na vitória sobre o São Paulo e levou o time à classificação inédita para Copa Libertadores da América pela primeira vez na história de 109 anos do clube. Pelo América, "Fumacinha" atuou em 121 jogos e anotou 32 gols.

### Atlético Mineiro
Ademir assinou um  pré-acordo com o Atlético em setembro de 2021, e foi anunciado oficialmente em janeiro para a temporada 2022, após o fim do seu vínculo com o América. 
Logrou o primeiro título com a camisa alvinegra na Supercopa do Brasil de 2022 sobre Flamengo e o segundo no Campeonato Mineiro 2022, onde teve boas atuações na campanha do time e ajudando com gols importantes, decidindo inclusive um clássico contra o arquirrival Cruzeiro no maior jogo do estado. 
Ademir vinha sem espaço no Galo. Ele conviveu com críticas da torcida e não conseguiu conquistar a titularidade de forma absoluta. Foram 67 jogos e oito gols marcados.

### Bahia
O Bahia acertou a contratação de Ademir em 21 de março de 2023, ele custou 2,5 milhões de dólares (R$ 13 milhões na cotação atual) por 80% dos direitos econômicos.

## Estatísticas
- Atualizado até 11 de agosto de 2022.[13]

| Clube             | Temporada         | Liga  | Liga | Estadual | Estadual | Copa  | Copa | Continental | Continental | Outros | Outros | Total | Total |
| Clube             | Temporada         | Jogos | Gols | Jogos    | Gols     | Jogos | Gols | Jogos       | Gols        | Jogos  | Gols   | Jogos | Gols  |
| ----------------- | ----------------- | ----- | ---- | -------- | -------- | ----- | ---- | ----------- | ----------- | ------ | ------ | ----- | ----- |
| SE Patrocinense   | 2015              | —     | —    | 7        | 0        | —     | —    | —           | —           | —      | —      | 7     | 0     |
| SE Patrocinense   | 2016              | —     | —    | 10       | 1        | —     | —    | —           | —           | —      | —      | 10    | 1     |
| SE Patrocinense   | Total             | —     | —    | 17       | 1        | —     | —    | —           | —           | —      | —      | 17    | 1     |
| CA Patrocinense   | 2016              | —     | —    | 15       | 2        | —     | —    | —           | —           | —      | —      | 15    | 2     |
| CA Patrocinense   | 2017              | —     | —    | 18       | 4        | —     | —    | —           | —           | —      | —      | 18    | 4     |
| CA Patrocinense   | 2018              | —     | —    | 11       | 4        | —     | —    | —           | —           | —      | —      | 11    | 4     |
| CA Patrocinense   | Total             | —     | —    | 44       | 10       | —     | —    | —           | —           | —      | —      | 44    | 10    |
| Nacional-SP       | 2017              | —     | —    | 0        | 0        | —     | —    | —           | —           | 4      | 1      | 4     | 1     |
| América Mineiro   | 2018              | 14    | 1    | —        | —        | 0     | 0    | —           | —           | —      | —      | 14    | 1     |
| América Mineiro   | 2019              | 9     | 1    | 4        | 1        | 0     | 0    | —           | —           | —      | —      | 13    | 2     |
| América Mineiro   | 2020              | 28    | 8    | 12       | 5        | 10    | 1    | —           | —           | —      | —      | 50    | 14    |
| América Mineiro   | 2021              | 31    | 13   | 11       | 1        | 2     | 1    | —           | —           | —      | —      | 44    | 15    |
| América Mineiro   | Total             | 82    | 23   | 27       | 7        | 12    | 2    | —           | —           | —      | —      | 121   | 32    |
| Atlético Mineiro  | 2022              | 19    | 1    | 13       | 3        | 3     | 1    | 9           | 2           | 1      | 0      | 45    | 7     |
| Total na carreira | Total na carreira | 101   | 24   | 101      | 21       | 15    | 3    | 9           | 2           | 5      | 1      | 231   | 51    |

1. ↑  Jogo(s) de Copa Paulista
2. ↑  Jogo(s) de Copa Libertadores
3. ↑  Jogo de Supercopa do Brasil

## Títulos
Patrocinense
- Campeonato Mineiro - Módulo II: 2017[1]

Atlético Mineiro
- Supercopa do Brasil: 2022
- Campeonato Mineiro: 2022

Bahia
- Campeonato Baiano: 2025[14]

## Prêmios individuais
- Melhor Atacante de 2021, do Troféu Guará[15]
- Melhor Atacante de 2020, na Seleção Melhores do Mineiro, organizado pelo Grupo Globo[16]